# Eupelmus sphaericephalus
Eupelmus sphaericephalus är en stekelart som beskrevs av William Harris Ashmead 1886. Eupelmus sphaericephalus ingår i släktet Eupelmus och familjen hoppglanssteklar. Inga underarter finns listade i Catalogue of Life.